# Shapinsay
Shapinsay är en ö i Storbritannien.   Den ligger i kommunen Orkneyöarna och riksdelen Skottland, i den norra delen av landet, 900 km norr om huvudstaden London. Arean är 29,5 kvadratkilometer.
Terrängen på Shapinsay är platt. Öns högsta punkt är 63 meter över havet. Den sträcker sig 7,9 kilometer i nord-sydlig riktning, och 7,9 kilometer i öst-västlig riktning.